# Хуторка (приток Кувая)
Хуторка — река в России, протекает в Новосергиевском районе Оренбургской области. Длина реки составляет 10 км. Площадь водосборного бассейна — 35,2 км².
Начинается между лесами Горелым, Обвальным и Осиновым. Течёт в южном направлении по лесостепной местности через село Хуторка. Устье реки находится в 16 км по правому берегу реки Кувай. Река пересыхающая, в верховьях имеется три пруда.

## Данные водного реестра
По данным государственного водного реестра России относится к Нижневолжскому бассейновому округу, водохозяйственный участок реки — Самара от истока до Сорочинского гидроузла. Речной бассейн реки — Волга от верховий Куйбышевского вдхр. до впадения в Каспий.
Код объекта в государственном водном реестре — 11010000912112100006277.